# Mel Fronckowiak
Melanie Nunes "Mel" Fronckowiak (Araranguá, 16 de janeiro de 1988) é uma apresentadora, atriz e escritora brasileira. De origem polonesa, ganhou notoriedade na época em que trabalhava como modelo, na agência Ford Models. Entretanto, só atingiu a fama após integrar o elenco principal da telenovela Rebelde (2011–12), interpretando a personagem Carla. Em 2013, Fronckowiak se lançou como escritora. Em seu primeiro livro, Inclassificável: Memórias da Estrada, ela conta as experiências que viveu viajando por cerca de 40 cidades brasileiras com o grupo musical Rebeldes.

## Biografia

### 1988–09: Antes da fama e início da carreira
Nascida em Araranguá, no estado brasileiro de Santa Catarina, Mel mudou-se ainda bebê para Pelotas, Rio Grande do Sul, local de origem de sua família, considerando-se gaúcha e pelotense. É filha da psicóloga Berenice Nunes e do empresário André Fronckowiak e possui dois irmãos mais novos por parte de pai: Luíza e André. Influenciada pelos seus pais, desenvolveu cedo o hábito da leitura e sonhava em ser escritora. Bastante ativa no colégio, participou do Grêmio estudantil e foi várias vezes representante de turma. No ensino médio, ganhou uma bolsa de estudos em um colégio em Santa Cruz do Sul, onde moravam seus tios paternos. Mel juntou suas malas e, com 15 anos, saiu de casa pela primeira vez. Ela cursou faculdade de Jornalismo e teve o apoio de toda a família para ingressar nessa carreira.
Aos 19 anos, tornou-se modelo ao ganhar o título de Miss Mundo Rio Grande do Sul. Por esta participação, representou o estado do Rio Grande do Sul no Miss Mundo Brasil 2007 ficando em 2º lugar. No mesmo concurso, ganhou o título de Miss Personalidade e Miss Sul Mundo. Na época ela ainda cursava a faculdade de Jornalismo, quando foi convidada por uma agência de modelos para trabalhar profissionalmente. Mel trancou o curso e, a trabalho, seguiu para os grandes centros da moda mundial como Paris, Milão, Madri e Nova York.
Em 2008, venceu um concurso promovido pela marca Sloggi, pertencente à Triumph International, na França. Disputado por modelos do mundo inteiro, o concurso tinha como objetivo escolher um homem e uma mulher para serem garotos-propaganda da marca.

### 2010–13: Início da carreira de atriz eRebelde
Mel começou sua carreira na TV realizando campanhas publicitárias. Sua estreia como atriz ocorreu no ano de 2010, ao fazer uma pequena participação em uma cena na telenovela Viver a Vida, interpretando a personagem Duda, amiga da protagonista Luciana, interpretada por Alinne Moraes.  No mesmo ano, assinou contrato com a Rede Record e no ano seguinte passou a integrar o elenco da telenovela Rebelde, onde interpretou a personagem bulímica, Carla Ferrer. Na ficção, Carla foi uma dos seis vocalistas da banda Rebeldes – e Mel fez parte da banda também na vida real, realizando apresentações em várias cidades do Brasil. Para ser uma das integrantes da telenovela e banda, ela precisou fazer aulas de canto e interpretação.
Em maio de 2013, Mel deixa a Rede Record e em agosto do mesmo ano lança o livro Inclassificável: Memórias da Estrada. De acordo com Mel, uma grande editora se negou a publicar a obra por "ser difícil de se classificar". A negativa inspirou o amigo Pedro Cézar, cineasta, poeta e surfista, conforme apresentado na orelha do livro, a sugerir o título Inclassificável. Uma editora embrionária, a Rubra, resolveu lançá-la como primeira autora do selo. Com prefácio assinado pela cantora mexicana Dulce María, o livro conta com reflexões poéticas e uma coletânea de crônicas que Mel registrou durante sua passagem por 40 cidades do Brasil (num total aproximado de 70 shows) com os integrantes da banda Rebeldes, a qual era integrante.  Dona de um séquito de 1 milhão de seguidores no Twitter, ela também promovia iniciativas literárias na rede social, como o projeto Caçadora de Palavras, que visava estimular a produção de poesia entre os jovens.  Além do livro, Mel emprestou um trecho de suas poesias para estampar a marca de camisetas Poeme-se.

### 2014–presente: Carreira de apresentadora e retorno para a atuação
Em 2014, assinou contrato com a Rede Bandeirantes e decidiu seguir e dedicar-se a carreira de apresentadora. Começou como uma das apresentadoras do programa A Liga, por onde trabalhou até 2016, período em que durante a sua exibição semanal o programa alcançava o topo dos Assuntos do Momento do Twitter. Em dezembro de 2014, vazou um episódio piloto da websérie Esperando O Jantar, que seria apresentado pela Mel e abordaria cinema, literatura e música, mas o projeto nunca foi lançado oficialmente.
Em 2015, apresentou a websérie Desabafa Entre Amigas, produzida pela marca de protetor íntimo feminino Carefree, e ganhou muito destaque nas redes sociais devido aos temas abordados em cada episódio. Posteriormente, apresentou o programa Destino Certo no canal +Globosat, que estreou em 3 de setembro de 2015 e foi renovado para uma quarta temporada em 2018. Ainda em 2015, Mel foi convidada para participar, como a encantadora de cobras Daria, de dois dos oito episódios da série bilíngue El Hipnotizador (O Hipnotizador no Brasil), produzida em parceria pela HBO Latin America Group e HBO Brasil. A série foi exibida simultaneamente em todos os países da América Latina e, depois, por canais hispânicos nos Estados Unidos.
Em 2016, Mel gravou, como parte do elenco principal, 3%, a primeira série brasileira da Netflix, com disponibilidade para todos os países do mundo com o serviço de streaming. Na série, Mel interpretou Júlia, mulher do antagonista Ezequiel, aparecendo no 5º episódio da série, intitulado como Água. Na 2ª temporada, Mel retoma o papel de Júlia, novamente, no 5º episódio da série.
Em 2018, apresentou a 3ª temporada de Troca de Estilos no Discovery Home & Health.
Em 2019, participou do quadro musical Show dos Famosos, do programa Domingão do Faustão.

## Vida pessoal

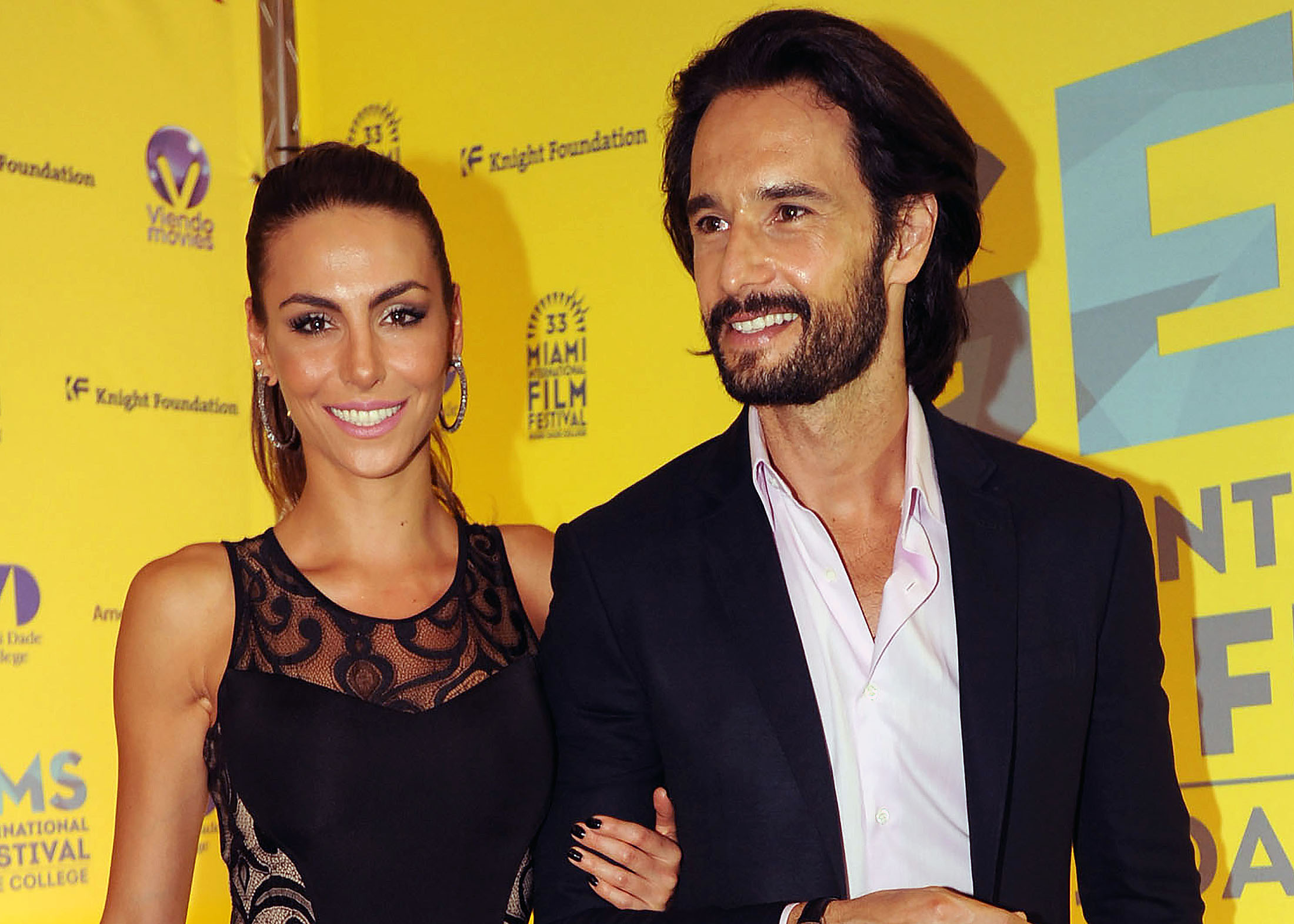
Fronckowiak ao lado de seu esposo, Rodrigo Santoro, em 2015

Atualmente é casada com o ator Rodrigo Santoro. Os dois teriam sido apresentados por Nádia Bambirra, assistente de direção da telenovela Rebelde. O casal começou a namorar em 20 de março de 2012 e manteve a discrição sobre a relação durante 1 ano. Mel e Santoro oficializaram a união em 2017, em uma cerimônia discreta.
Em 22 de maio de 2017, nasceu Nina, a primeira filha do casal.Em 12 de agosto de 2024, nasceu a segunda filha do casal, Cora.

## Filantropia
Mel começou a se envolver em causas sociais em 2011, ao apoiar, junto a várias personalidades da Rede Record, a Turminha da Fé Teen (TF Teen), que desenvolve diversas atividades esportivas, culturais e educativas com o objetivo de combater a prática do bullying. Também foi uma das estrelas que participaram da campanha Espalhe Calor, do Programa do Voluntariado Paranaense (PROVOPAR), que tem como objetivo mobilizar pessoas na doação de agasalhos e é promovida pelas afiliadas da Rede Record no Paraná.
Já em 2012, ao lado do elenco da telenovela Rebelde, participou de uma campanha, promovida pela Força Jovem, na luta contra o crack. Ajudou e fez parte do Projeto Nova Canaã, que cuida e dá assistência a crianças carentes.
De 2014 a 2016, Mel foi uma das madrinhas da Turma do Bem, que é o maior programa de dentistas voluntários no mundo. Através do apoio de seus padrinhos e madrinhas, dentistas voluntários e patrocinadores como a Oral-B, esse projeto leva atendimento odontológico gratuito para crianças carentes em diversos países da América Latina. No final do ano, o sucesso do projeto é comemorado em uma noite de gala chamada de Sorriso do Bem, onde Mel foi uma das apresentadoras do evento.

## Filmografia

### Televisão
| Ano     | Título           | Personagem / Cargo       | Notas                                                                   |
| ------- | ---------------- | ------------------------ | ----------------------------------------------------------------------- |
| 2010    | Viver a Vida     | Duda                     | Participação especial                                                   |
| 2011–12 | Rebelde          | Carla Ferrer             |                                                                         |
| 2014–16 | A Liga           | Apresentadora / Repórter |                                                                         |
| 2015    | El Hipnotizador  | Daria                    | Episódio: "Onde Sonham as Serpentes" Episódio: "O Travesseiro de Pluma" |
| 2015–19 | Destino Certo    | Apresentadora            |                                                                         |
| 2016–18 | 3%               | Júlia Souza              |                                                                         |
| 2018–19 | Troca de Estilo  | Apresentadora            |                                                                         |
| 2019    | Show dos Famosos | Participante             | Temporada 3                                                             |
| 2023    | Mel Na Estrada   | Apresentadora            |                                                                         |

### Internet
| Ano     | Título                | Cargo         | Emissão                 | Notas                                 |
| ------- | --------------------- | ------------- | ----------------------- | ------------------------------------- |
| 2014–16 | Sorriso do Bem        | Apresentadora | TV TdB (stream no site) | Evento do projeto social Turma do Bem |
| 2015    | Desabafa Entre Amigas | Apresentadora | Facebook e YouTube      | Websérie da Carefree                  |
| 2021    | Mel na Estrada        | Apresentadora | YouTube                 | Websérie da Localiza                  |

## Literatura
- 2013: Inclassificável: Memórias da Estrada

## Campanhas publicitárias
Fronckowiak estrelou diversas campanhas publicitárias. Na TV, ela virou garota-propaganda das Lojas Renner (2009 e 2010), O Boticário (2009, 2014 e 2016), Icegurt (2010), Veet (2011), Asepxia (2012), Champion (2012), Day Cosméticos (2014) e Telefônica. Também vestiu coleções e representou em fotos marcas como Biotipo Jeans (2013), Enjoy (2014), Looper Jeans (2014), Mormaii (2014), Natural Basics (2015), Bagaggio (2015), Cori (2018), entre outras.

## Prêmios e indicações
Em 2011, Mel foi nomeada a "Gata do Ano", no Meus Prêmios Nick, evento teen promovido pela Nickelodeon Brasil, e foi considerada, consecutivamente, por 5 anos, uma das 100 mulheres mais sexy do mundo na visão dos leitores da revista brasileira VIP. Ela ocupou, respectivamente, as posições: 17ª, 34ª, 16ª, 15ª e 12ª. Em 2012, além de ser eleita a "3ª famosa mais amada do Brasil" pela Contigo!, venceu duas categorias no Troféu Internet, tornando-se a primeira atriz da Rede Record a ganhar o prêmio, e foi indicada ao Troféu Imprensa, uma das maiores premiações anuais destinada aos maiores destaques da televisão brasileira. Em 2013 e 2014, Mel foi indicada ao prêmio Shorty Awards nas categorias Brazil (Brasil) e Author (Autor). Na edição 2016 do Prêmio Jovem Brasileiro (PJB), Mel Fronckowiak recebeu o prêmio de Melhor Repórter  e ao ser anunciada, recebeu o título de "Colecionadora de PJBs" pelo criador da premiação: nos 15 anos da premiação, Mel  é a artista com o maior número de vitórias.
| Ano  | Premio                  | Categoria                | Nomeação                             | Resultado |
| ---- | ----------------------- | ------------------------ | ------------------------------------ | --------- |
| 2011 | Meus Prêmios Nick       | Gata do Ano              | Ela mesma                            | Venceu    |
| 2012 | Troféu Imprensa         | Revelação do Ano         | Rebelde                              | Indicado  |
| 2012 | Troféu Internet         | Revelação do Ano         | Rebelde                              | Venceu    |
| 2012 | Troféu Internet         | Melhor Atriz             | Rebelde                              | Venceu    |
| 2012 | Prêmio Jovem Brasileiro | Melhor Atriz             | Rebelde                              | Venceu    |
| 2012 | Prêmio Jovem Brasileiro | Melhor Cantora           | Rebeldes                             | Venceu    |
| 2012 | Meus Prêmios Nick       | Gata do Ano              | Ela mesma                            | Indicado  |
| 2013 | Shorty Awards           | Brazil                   | Ela mesma                            | Indicado  |
| 2014 | Shorty Awards           | Author                   | Inclassificável: Memórias da Estrada | Indicado  |
| 2014 | Prêmio Jovem Brasileiro | Melhor Escritora         | Inclassificável: Memórias da Estrada | Venceu    |
| 2014 | Prêmio Jovem Brasileiro | Melhor Apresentadora     | A Liga                               | Venceu    |
| 2015 | Prêmio Jovem Brasileiro | Melhor Repórter          | A Liga                               | Venceu    |
| 2015 | Troféu Internet         | Melhor Apresentadora     | Destino Certo                        | Indicado  |
| 2016 | Prêmio Jovem Brasileiro | Melhor Apresentadora     | Destino Certo                        | Indicado  |
| 2016 | Prêmio Jovem Brasileiro | Melhor Atriz             | O Hipnotizador                       | Indicado  |
| 2016 | Prêmio Jovem Brasileiro | Personalidade do Twitter | Ela mesma                            | Indicado  |
| 2016 | Prêmio Jovem Brasileiro | Jovem do Ano             | Ela mesma                            | Indicado  |
| 2016 | Prêmio Jovem Brasileiro | Melhor Repórter          | A Liga                               | Venceu    |
| 2017 | Prêmio Jovem Brasileiro | Melhor Atriz             | 3%                                   | Indicado  |
| 2017 | Prêmio Jovem Brasileiro | Melhor Apresentadora     | Destino Certo                        | Indicado  |